# Macellaio di Mons
Macellaio di Mons è il nome dato dai media a un serial killer belga non identificato, che ha commesso cinque omicidi tra il gennaio 1996 e il luglio 1997 nella città di Mons. Il nome sarebbe stato scelto a causa dell'elevata precisione con cui i corpi delle vittime sono stati fatti a pezzi. I resti furono poi abbandonati in sacchi della spazzatura sul ciglio della strada o vicino ai terrapieni di un canale.

## Scoperte
Il 22 marzo 1997, l'agente di polizia Olivier Motte scoprì otto sacchi della spazzatura contenenti resti umani sotto la Rue Emile Vandervelde a Cuesmes. I sacchi vennero poi esaminati dal magistrato Pierre Pilette, il quale stabilì che le braccia e le gambe nei sacchi provenivano da tre corpi diversi, tutti di donne. Di tutti i sacchi, cinque sembravano provenire dal comune di Knokke-Heist. Il giorno successivo, nella stessa strada fu ritrovato un nono sacco. Il 24 marzo venne rinvenuto un decimo sacco, contenente il busto di una donna. Il 12 aprile due sacchi furono ritrovati ad Havré, in rue du Dépôt, vicino al fiume Haine, affluente della Schelda. Contenevano un piede, una gamba e una testa.

## Le vittime
I resti umani furono ritrovati nella regione di Mons, così come nel nord della Francia, tra il marzo 1997 e l'aprile 1998, in sacchi della spazzatura. La sistematica mutilazione dei corpi ha reso difficile la loro identificazione. I sacchi della spazzatura sono stati trovati in luoghi dai nomi evocativi: "Avenue des Bassins", nel fiume Haine, "sentiero della preoccupazione", "rue du Dépôt", "chemin de Bethlehem" vicino al fiume Trouille, ecc. Oltre ai corpi, nelle borse è stata trovata anche biancheria intima dai colori vivaci. Tutte le vittime avevano in comune il fatto di frequentare l'area della stazione ferroviaria di Mons, e tutte erano afflitte da problemi socio-economici o familiari.
| Nome della vittima            | Modalità | Dettagli | Note              |
| ----------------------------- | -------- | --- | ----------------- |
| Carmelina Russo (42 anni)     |          | scomparve il 4 gennaio 1996. Il suo bacino è stato scoperto il 21 gennaio nella Schelda, nel dipartimento del Nord in Francia                                                                                         | [ 4 ]             |
| Martine Bohn (43 anni)        |          | ex prostituta francese, scomparve il 21 luglio 1996. Nello stesso mese il suo busto è stato ripescato vicino a Mons, ad Haine.                                                                                        |                   |
| Jacqueline Leclercq (33 anni) |          | madre di quattro figli, è scomparsa il 22 dicembre 1996. Le sue braccia e le sue gambe furono trovate da un poliziotto il 22 marzo 1997, in uno dei sacchi della spazzatura sotto rue de Emile Vandervelde a Cuesmes. | [ 4 ] [ 5 ] [ 6 ] |
| Nathalie Godart (21 anni)     |          | scomparve nel marzo 1997. Il suo busto è stato trovato nell'Haine. |                   |
| Begonia Valencia (37 anni)    |          | scomparve dalla sua casa a Frameries nell'estate del 1997. Il suo cranio è stato trovato a Hyon. | [ 6 ]             |

## L'investigazione
Per risolvere gli omicidi venne creata una speciale cellula investigativa, chiamata Corpus, guidata dal magistrato Pierre Pilette. Tuttavia, dall'inizio delle indagini, la cellula riferì che mancava personale in quanto il caso era considerato "locale". Dal 2007, Corpus è composta da soli quattro investigatori.

## Sospettati
Durante le indagini, diverse persone sono state sospettate di essere coinvolte negli omicidi, ma non sono state trovate prove concrete contro di loro.

### Smail Tulja
Nel febbraio 2007 Smail Tulja è stato arrestato in Montenegro per volere delle autorità degli Stati Uniti dopo essere stato sospettato di aver commesso gli omicidi in Belgio e un omicidio simile nel 1990 di sua moglie a New York. Tulja è stato anche sospettato di aver commesso due omicidi in Albania. Nel febbraio 2009 è stato accusato dell'omicidio di sua moglie. Tuttavia, il Montenegro ha rifiutato di estradarlo a causa della sua cittadinanza ed è stato condannato nel luglio 2010 da un tribunale montenegrino a dodici anni di prigione per l'omicidio di Mary Beal. Nel 2012 i media montenegrini hanno riferito che Tulja è morto in prigione nel febbraio dello stesso anno.

### Lo "zingaro"
L'investigatore Leopold Bogaert ha detto che lo "zingaro", ex fidanzato della Godart, è stato incriminato e rilasciato due settimane dopo. Il test del DNA ha confermato che non era legato ai crimini.

### Jacques Antoine
Nel febbraio 2010 un medico di 62 anni di Strasburgo, Jacques Antoine, è stato arrestato per aver aggredito un'estetista. Poco prima, due lettere che lo accusavano di essere il macellaio, scritte dal figlio, erano state inviate al giudice istruttore, al pubblico ministero e alla polizia. L'autore di queste lettere ha affermato che suo padre aveva visitato Knokke-Heist molte volte tra il 1985 e il 1995, con alcuni sacchi della spazzatura. Tuttavia, l'indagine ha mostrato che voleva venderli in un negozio di Mons, ma furono rifiutati perché ne avevano troppi. Nella lettera viene menzionata anche la passione del dottor Antoine per le armi da fuoco, mentre nessuna delle vittime del Macellaio è stata uccisa con armi da fuoco. Allo stesso modo, l'auto descritta nelle lettere non corrispondeva a quella descritta da un testimone. Infine, non c'erano prove concrete per ritenerlo l'assassino.
L'identità dell'assassino – ammesso che le uccisioni in questione siano opera dello stesso individuo – rimane sconosciuta ancora oggi. Tra l'inizio dell'indagine nel 1997 e il 2010, sono state presentate quasi 1000 denunce relative alla possibile identità del killer.